# Ediciones Sombra
Ediciones Sombra es una editorial española especializada en la publicación de juegos de rol y de tablero. Fue fundada en Madrid, aunque hoy en día tiene sede en Manises, Comunidad Valenciana.

## Historia
Ediciones Sombra fue fundada a finales de 1997 en Madrid por siete personas, entre ellas su actual director Juan Carlos Herreros Lucas. La fundación de la editorial se produjo al poco tiempo del cierre de la editorial Cronópolis, que en 1994 había publicado la segunda edición de un juego diseñado por Herreros: Comandos de guerra, un juego de rol ambientado en la Segunda Guerra Mundial. Después de su fundación en Madrid, Ediciones Sombra trasladó su dirección a Manises, en la Comunidad Valenciana, aunque sigue conservando su almacén en Madrid.
Ediciones Sombra publicó su primer juego de rol, EXO: juego de rol e interpretación de ciencia ficción, en enero de 2000 (aunque previamente había publicado la revista Sire en 1998, de la que llegó a publicar 12 números) y reeditó algunos juegos de Cronópolis, como la tercera edición de Comandos de guerra. Como ya ha sido indicado Ediciones Cronópolis había publicado la segunda edición del juego en 1994. Sombra publicó la tercera, en mayo de 2003. Otros juegos de rol publicados más tarde por Ediciones Sombra fueron, por ejemplo, Pangea (2003), Rol Negro (2005) o EXO 3464 (2008). En los años 2000 Sombra adquirió el fondo editorial de otras editoriales que habían depuesto su actividad, como la ya citada Cronópolis. Ediciones Sombra es pues depositaria de la comercialización de los juegos de rol de las siguientes editoriales:
- Libros Ucronía: Anno Domini Adventus Averni ad Terram[5] (2000) y Mochos: Ziquitaque Nau[6] (2001)
- La Cocoguawa: Moffet Babies, el juego de rol de los bebés mofeta[7] (2002) y Piltrufos, el juego de rol piltrufantemente piltrufero[8] (2002)
- Alter Games: El asesino invisible (2001) y Obsidian: The Age of Judgement (1999)

Sombra sigue publicando regularmente. En julio de 2010 ha publicado, por ejemplo, el juego de rol 1808, ambientado en la época en que España estaba ocupada por el imperio napoleónico.

## Revistas
En 1998 Ediciones Sombra comenzó la publicación de la revista Sire, de la que publicó en total 12 números trimestrales. Además de sus juegos de rol, Ediciones Sombra publica mensualmente en Internet y desde el año 2004, ya en su tercera época, su revista electrónica Desde el Sótano, dedicada a publicar ayudas y aventuras para todos los juegos de la editorial.

## Juegos de rol
- EXO: juego de rol e interpretación de ciencia ficción.[11] (2000)
- Comandos de guerra[12] (2003, tercera edición del juego)
- Pangea[13] (2003)
- Rol Negro[14] (2005)
- EXO 3464 (2008)
- 1808 (2010)

## Juegos de tablero
- C.E.P (Combate en el Espacio Profundo), juego de tablero sobre combates de naves espaciales que Juan Carlos Herreros Lucas (autor de Comandos de guerra y coautor de gran número de juegos de Ediciones Sombra) concibió originalmente para ser jugado como complemento para su juego de rol de ciencia ficción EXO, pero que también puede jugarse con independencia de éste.
- La guerra de los mundos,[15] un juego de tablero en el que los jugadores encarnan a los marcianos de la famosa obra de Herbert George Wells y en el que deben ocupar y conquistar el planeta Tierra (juego firmado por Juan Carlos Herreros Lucas, 2005).

## Sistema Sombra
Ediciones Sombra utiliza para sus juegos de rol un sistema de juego genérico al que la editorial llama «Sistema Sombra». El sistema está basado en el uso de tres dados de diez caras, uno de ellos de diferente color que los otros dos. Esta distinción de colores sirve para que puedan hacerse tres lecturas diferentes a partir de una única tirada de dados:
- La suma de los tres dados (modificada por eventuales modificadores negativos o positivos, según el grado de dificultad de la acción emprendida) determina el éxito o fracaso de las acciones llevadas a cabo por los personajes jugadores. Un resultado igual o inferior al nivel de habilidad del personaje es considerado como un éxito.
- En ciertas acciones (por ejemplo de combate) el dado de diferente color sirve para determinar el efecto del éxito (por ejemplo al curar) o la localización de golpe en caso de éxito de la tirada, es decir que sirve para saber en qué parte del cuerpo de un adversario impacta un arma, bala o proyectil. En otras indica otros efectos secundarios como duración.
- Los otros dados determinan otros resultados por ejemplo en combate el daño causado por el arma utilizada.

Cada habilidad suele indicar en cada juego como se leen los dados si no siguen las reglas habituales. Por ejemplo en Comandos de guerra las armas pueden encasquillarse y las curaciones son menos efectivas que en EXO.
Concebido inicialmente en 1999 para la publicación de EXO, el Sistema Sombra es una creación de los autores Juan Carlos Herreros Lucas, Raúl López Díaz-Ufano, Fernando Ruiz-Tapiador Gutiérrez, Hugo Wifredo Serrano Ruiz y Javier Sevilla Villafane.